# Muljadi
Muljadi (* 11. September 1942 in Jember, Jawa Timur; † 14. März 2010 in Malang; bekannt auch als Ang Tjin Siang) war ein indonesischer Badmintonspieler.

## Karriere
1964 siegte er mit dem indonesischen Team im Thomas Cup, wobei er sein Einzel gegen Henning Borch im Finale gegen Dänemark mit 15:10 und 15:5 gewinnen konnte. Drei Jahre später verlor er den Titel mit seiner Mannschaft an Malaysia. 1970 konterte das indonesische Team jedoch wieder und holte sich den Titel bei zwei Muljadi-Siegen wieder zurück. 1973 verteidigten die Indonesier den Cup, erneut unter Mithilfe Indonesiens, der wieder zwei Einzelsiege zum Mannschaftsgewinn beitrug.
Im Herreneinzel siegte Muljadi 1966 bei den Asienspielen. 1970 wurde er Zweiter. 1966 gewann er bei den French Open.